# (1638) Ruanda
(1638) Ruanda – planetoida z pasa głównego asteroid okrążająca Słońce w ciągu 4 lat i 204 dni w średniej odległości 2,75 au. Została odkryta 3 maja 1935 roku w Union Observatory w Johannesburgu przez Cyrila Jacksona. Nazwa planetoidy pochodzi od Ruanda-Urundi, dawnego terytorium mandatowego Belgii. Przed nadaniem nazwy planetoida nosiła oznaczenie tymczasowe (1638) 1935 JF.